# Epandre
Epandre (grec antic: Ἔπανδρος) fou un rei indogrec, possiblement parent de Menandre I; pel lloc on s'han trobat monedes seves sembla que governava al Panjab. Osmund Bopearachchi el data vers 95-90 aC i R.C. Senior vers 80 aC. L'escassedat de les seves monedes indicaria un regnat curt o un territori petit.

## Monedes
Epandre va emetre dracmes de plata amb el rei representat amb diadema i darrere Atena del tipus de Menandre I. Epandre probablement es considerava descendent d'aquest important rei, però el seu epítet, Nicèfor ('Victoriós') només fou utilitzar per ell de tots els que es relacionen amb la casa de Menandre. Tenia un altre títol més comú: Soter ('Salvador'). No va encunyar monedes monolingües. Va regravar algunes monedes d'Estrató I i de Filoxen Anicet.